# Hudiesaurus sinojapanorum
Hudiesaurus sinojapanorum es la única especie conocida del género extinto  Hudiesaurus  (zhn, “lagarto mariposa”) de dinosaurio sauropodomorfo mamenquisáurido, que vivió a finales del período Jurásico, hace aproximadamente 142 millones de años en el Titoniense en lo que hoy es Asia. El nombre específico hace referencia de que fue encontrado por una expedición sino-japonesa.
Los restos fósiles fueron encontrados en la Formación Kalazha en ChinaLos restos fósiles de Hudiesaurus fueron encontrados en 1993 por una expedición chino-japonesa cerca de Qiketia en Shanshan, provincia de Xinjiang. La especie tipo y única nombrada, Hudiesaurus sinojapanorum, fue nombrada y descrita por Dong Zhiming en 1997. El nombre genérico se deriva de Mandarin hudie , "mariposa" y se refiere a un proceso plano en forma de mariposa en la base frontal de la espina vertebral. El nombre específico se refiere a los miembros de la expedición, pero también puede leerse como "parte central" en chino, un juego de palabras en el grupo de prensa japonés Chunichi Shinbun, de nuevo "parte central", que financió la investigación. El holotipo, IVPP V 11120, está representado por solo una gran vértebra, que muestra señales leves de bifurcación, sugiriendo una relación con Euhelopus y Mamenchisaurus, que también tenía una bifurcación baja. El otro ejemplar, aparentemente más pequeño, consiste en casi una pata delantera entera y dientes, siendo asignado a esta misma especie. Ambos especímenes fueron descrito por Dong en 1997. Aun cuando los fósiles son muy incompletos se piensa que , Hudiesaurus fue un largo saurópodo de alrededor de entre 20 y 30 metros de largo.
Hudiesaurus se conoce a partir de solo dos especímenes incompletos, descubiertos en la Formación Kalazha del Bajío Turpan, que tal vez se remonta a finales del período Jurásico. La muestra tipo, IVPP V 11120 está representado únicamente por una vértebra dorsal anterior muy grande. Otro esqueleto parcial de un individuo aparentemente más pequeño encontrado a aproximadamente un kilómetro de distancia del holotipo, que consiste en una pata delantera derecha casi completa y dientes, el espécimen IVPP P. 11121, ha sido referido por Dong a esta especie. Paul Upchurch en 2004 rechazó la identidad debido a la falta de material superpuesto. Dong pensó que Hudiesaurus podría haber estado relacionado con Mamenchisaurus y en consecuencia, haberlo colocado en Mamenchisauridae. Upchurch en 2004 limitó la precisión a una Eusauropoda más general.